# Counterparts
Counterparts (en español: Contrapartes) es el título del decimoquinto álbum grabado en estudio por la agrupación canadiense de rock progresivo Rush, siendo editado simultáneamente en formatos LP, CD y casete. Se publicó el 19 de octubre de 1993.

## Estilo
El estilo de Rush en Counterparts tiene claras influencias de rock alternativo y del sonido grunge de Seattle, que en ese momento estaban a la vanguardia musical en la escena roquera de los Estados Unidos. Musicalmente, en este álbum se aprecia un regreso de la banda a sus orígenes, dándole preponderancia al sonido de la guitarra por sobre los sintetizadores. Aunque el sintetizador continúa presente como elemento melódico, la estructura de las canciones se apoya fuertemente en la guitarra de Alex Lifeson – quien regresa a su legendaria Gibson Les Paul –, que suena mucho más potente que en el álbum anterior. En cuanto a Neil Peart, el sonido de la batería es profundo y bien apoyado en un nuevo kit de percusión electrónica.  
En resumen, el estilo es mucho más cercano al hard rock y al heavy metal que en los álbumes precedentes. Líricamente, Counterparts continúa en la senda de temas emocionales y oscuros, explorando conceptos difíciles y polémicos, como intolerancia, crimen, superstición, ambición y tristeza, pero también amor y esperanza. 

## Canciones
1. "Animate" (6:05)
2. "Stick It Out" (4:30)
3. "Cut to the Chase" (4:49)
4. "Nobody's Hero" (4:54)
5. "Between Sun & Moon" (4:37)
6. "Alien Shore" (5:45)
7. "The Speed of Love" (5:03)
8. "Double Agent" (4:51)
9. "Leave That Thing Alone" (Instrumental) (4:06)
10. "Cold Fire" (4:27)
11. "Everyday Glory" (5:10)

## Músicos
- Geddy Lee: Bajo, Voz y Sintetizadores
- Alex Lifeson: Guitarras eléctrica y acústica
- Neil Peart: Batería y percusión electrónica
- John Webster: Sintetizadores
- Michael Kamen: Arreglos y dirección de ensamble de cuerdas en "Nobody's Hero"

## Recepción
- Alcanzó la categoría de disco de oro en ventas el 7 de diciembre de 1993.
- Counterparts llegó a la posición 2 en la lista de popularidad "Billboard 200" en 1993, el puesto más alto para un álbum de Rush. No logró llegar al primer lugar, que ocupó el álbum "Vs" de Pearl Jam.
- Rush estuvo nominado al Premio Grammy en la categoría "Mejor Interpretación Instrumental Rock" por la canción Leave That Thing Alone! (era la tercera vez que la banda resultaba nominada en dicha categoría). Lamentablemente, como en las dos ocasiones anteriores, no obtuvo el galardón, que le fue otorgado al tema Marooned, del álbum "The Division Bell" de Pink Floyd.

- Datos: Q380227